# Kanu Schwaben Augsburg
Kanu Schwaben Augsburg ist ein Kanusportverein aus Augsburg. Die Sportler des Vereins haben etliche nationale und internationale Titel errungen, darunter mehrere Medaillen bei Olympischen Sommerspielen. Organisatorisch ist Kanu Schwaben Augsburg eine Abteilung des TSV Schwaben Augsburg mit einer weitreichenden Autonomie.

## Erfolge
Die Mitglieder von Kanu Schwaben Augsburg haben in der über 50-jährigen Geschichte des Vereins unter anderem folgende Titel errungen (Stand: Juli 2013):
- 3 olympische Gold- und 2 Silbermedaillen
- 1 Silbermedaille bei den Olympischen Spielen der Jugend 2010
- 44 Gold-, 46 Silber- und 24 Bronzemedaillen bei Weltmeisterschaften
- 5 Gold-, 4 Silber- und 3 Bronzemedaillen beim Gesamtweltcup
- 5 Europacupsieger
- 29 Gold-, 30 Silber- und 13 Bronzemedaillen bei Europameisterschaften
- Europameister der Vereine 2010
- 218 Gold-, 145 Silber- und 109 Bronzemedaillen bei Deutschen Meisterschaften
- 129 Süddeutsche Meistertitel
- 281 Bayerische Meistertitel

## Bekannte Mitglieder

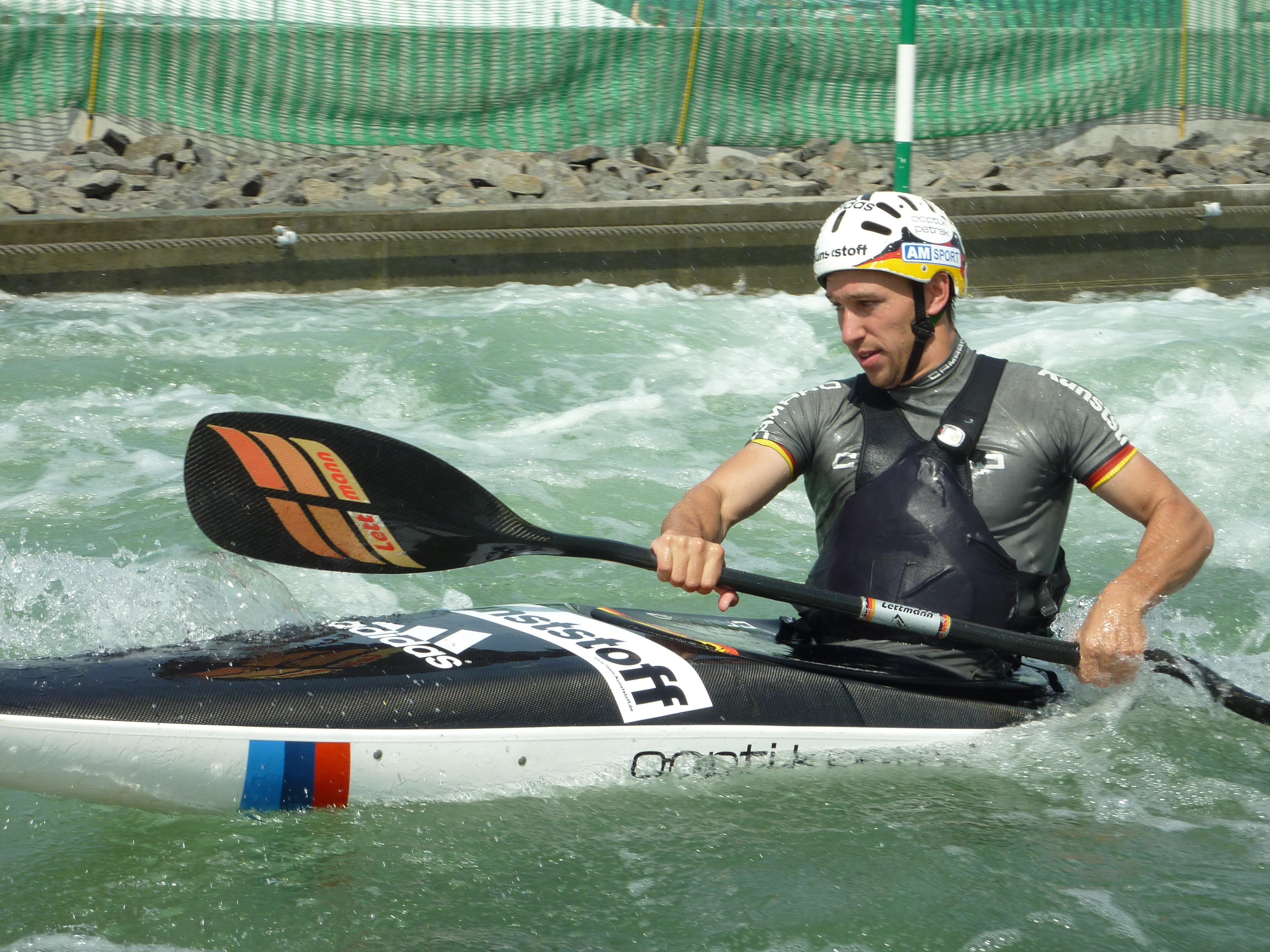
Fabian Dörfler

- Claudia Bär (1980–2015)
- Alfred Baum (* 1952)
- Fabian Dörfler (* 1983)
- Oliver Fix (* 1973)
- Alexander Grimm (* 1986)
- Gisela Grothaus (* 1955)
- Noah Hegge (* 1999)
- Jürgen Kraus (* 1987)
- Gabi Loose
- Elisabeth Micheler (* 1966)
- Ulrich Peters (* 1951)
- Wolfgang Peters (* 1948)
- Melanie Pfeifer (* 1986)
- Sideris Tasiadis (* 1990)
- Thomas Schmidt (* 1976)
- Normen Weber (* 1985)

## Eiskanal
Augsburg erhielt durch die Errichtung des Eiskanals für die Olympischen Sommerspiele 1972 auch das Bundesleistungszentrum für Kanuslalom und Wildwasser, das seit 1992 zudem den Status eines Olympiastützpunktes besitzt. Zusammen mit dem zweiten erfolgreichen Augsburger Verein im Kanusport, dem Augsburger Kajak-Verein, betreibt Kanu Schwaben Augsburg nach wie vor den Eiskanal. Daneben richteten die beiden Vereine 2003 zusammen das Augsburger Kanumuseum ein.